# Aparell isòdom

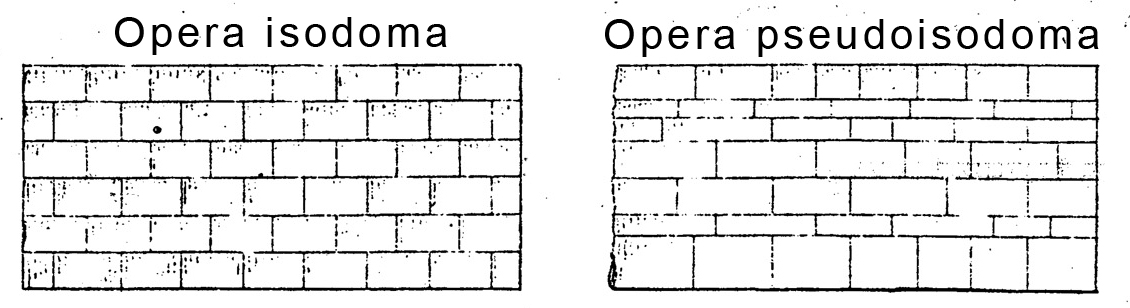
Aparell isòdom i pseudoisòdom

L'aparell isòdom (del grec ισόδομος, nom compost format pels mots ισός, 'igual', i δόμος, 'construcció') és una antiga tècnica constructiva que s'utilitza des de l'edat del bronze final i bastant utilitzada en l'arquitectura monumental grega i romana.

## Tècnica isòdoma
Es caracteritza per fileres (o filades) de la mateixa alçada, constituïdes per blocs regulars (carreus) de pedra de diferents menes (gres, basalt, traquita, pedra calcària, etcètera) i del mateix gruix del mur, ben treballades per totes bandes, disposades en filades horitzontals d'alçada regular i homogènia. Solen presentar solcs i protuberàncies a l'interior per encastar bé un carreu amb l'altre, i de vegades també sortints a les cares laterals per facilitar-ne el transport i la col·locació, que poden eliminar-se per motius estètics.
Les filades estan col·locades sempre a trencajunts –és a dir, de manera que no hi hagi coincidència entre les juntures del carreu de dalt i el de baix–, i habitualment amb el junt entre els blocs de pedra adjacents disposat al centre del carreu que hi ha a sota.
L'aparell isòdom de carreus regulars pot contenir una filada a la base més alta que les altres, formada amb blocs disposats verticalment i anomenats ortòstats.

## Aparell pseudoisòdom
Moltes vegades, les filades de carreus tenen una alçada diferent, sovint de manera que cadascuna és menys alta que l'anterior; en aquest cas parlem d'aparell pseudoisòdom.